# Религия в Республике Корея
Вероисповедания населения Республики Корея (данные на 2015 год)
 Нерелигиозные (56 %) Буддизм (15,5 %) Протестантизм (19,7 %) Католицизм (7,9 %) Другие религии (0,9 %)

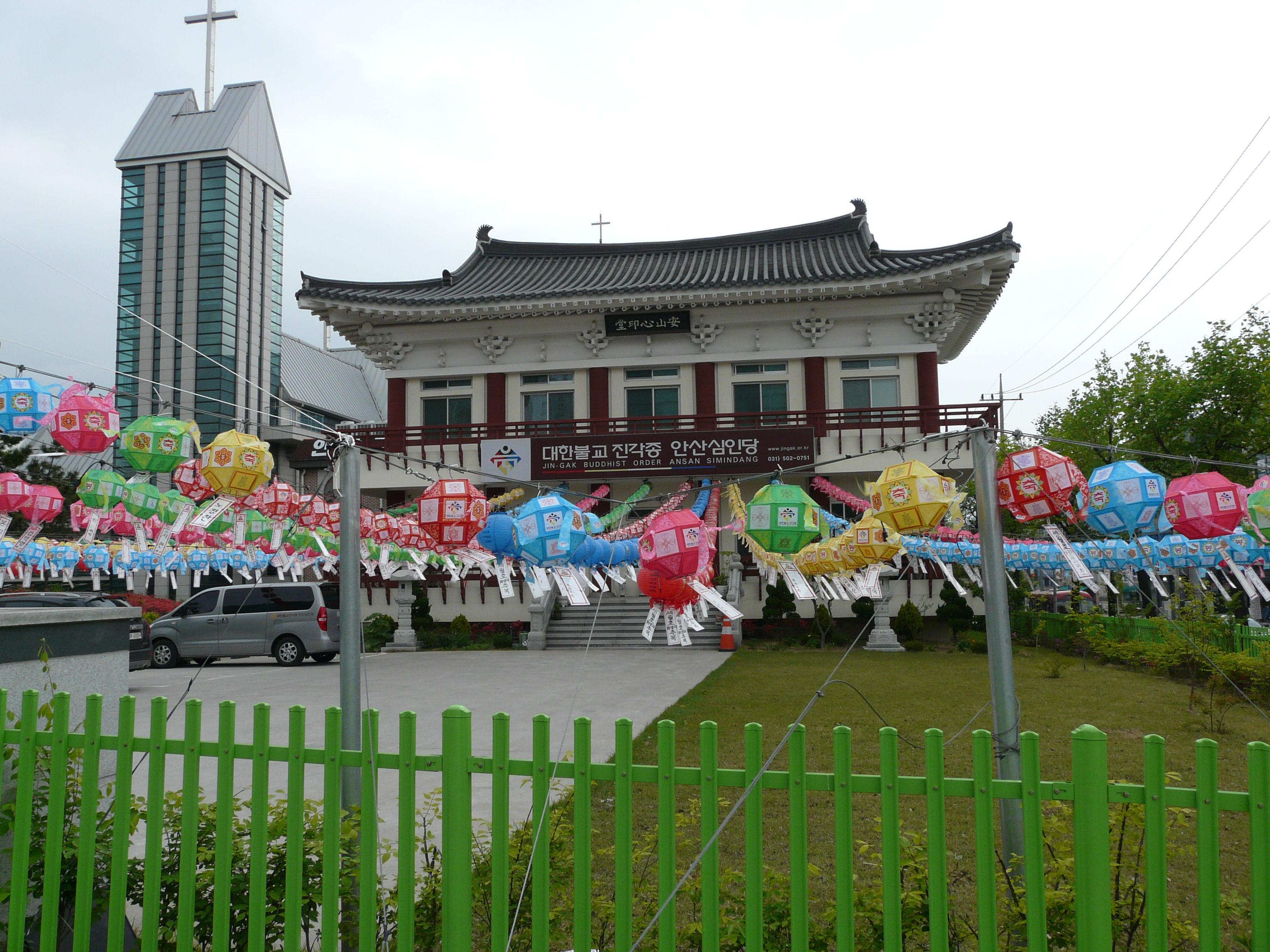
Христианская церковь позади буддийского храма Джингакского ордена в Ансане, Кёнгидо

Основные религии в Южной Корее — традиционный буддизм и относительно недавно проникшее в страну христианство. В древности было распространено конфуцианство, бывшее официальной идеологией династии Чосон в течение 500 лет, а также шаманизм, который был основной религией простого народа Кореи.
В 2015 году около 56 % жителей страны не являются приверженцами какой-либо религии, протестанты и католики составляют 27,7 % населения, а буддисты — 15,5 %.
Приверженцы других религий составляют около 0,6 % религиозного населения. В основном это последователи школы Вонбульгё (вон-буддизм), и школы Чхондогё, сочетающей элементы даосизма, конфуцианства и христианства. Конфуцианство исповедуется небольшим количеством верующих, однако до сих пор в укладе жизни корейцев прослеживаются черты его влияния.

## Буддизм
Позиции буддизма более сильны в более консервативных восточных районах страны, таких как Йоннам и Канвондо, где его приверженцы составляют более половины всех верующих. Существует большое число различных школ корейского буддизма, включая школу Сон. Однако, большая часть буддистских храмов Кореи являются частью монашеского ордена Чоге. Многие последователи буддизма сочетают буддистские верования с шаманизмом.
Превалирующее течение буддизма в Южной Корее — орден Чоге, тесно связанный со школой Сон. Большая часть наиболее древних и известных храмов, таких как Пульгукса и Помоса, принадлежат этому ордену. Его штаб-квартира находится в Сеуле, в храме Чогеса.

## Христианство
Христианство, которое ещё в конце XVIII века практически отсутствовало в Корее, набрало силу очень быстро в 1970-х и 1980-х годах, и, несмотря на медленный рост в 1990-х, превысило буддизм по числу последователей. Распространены протестантские церкви, включая пресвитерианство, пятидесятников (в т. ч. из Ассамблей Бога) и методистов. Также исповедуется католицизм и православие.  Позиции христианства особенно сильны на западе страны, в Сеуле, Кёнгидо и регионе Хонам. В Сеуле находится самая посещаемая в мире церковь — церковь Полного Евангелия на Ёыйдо. 

### Церковь объединения
Церковь объединения, основанная в Сеуле в 1954 Мун Сон Мёном, является одним из самых харизматичных современных синкретических течений. Хотя большинство её последователей находится в других странах, она до сих пор оказывает влияние на жизнь Южной Кореи, так как ей принадлежат многие компании, такие как национальная вещательная сеть PBC. Эта церковь тратит большие средства и усилия, направленные на ускорение процесса объединения Кореи.

### Православие в Корее
В Корее есть также православные. Исторически миссия Православной церкви начала своё существование с конца XIX века. Первым руководителем миссии, приложившим значительные усилия по основанию здесь православия был архимандрит Хрисанф (Щетковский).
На 2024 год территория Кореи является предметом канонического спора между Московским патриархатом, представленным Корейской епархией (глава - митрополит Феофан (Ким)) и Корейской духовной миссией в составе РПЦЗ (глава - священник Павел Кан), и Константинопольским патриархатом, представленным Корейской митрополией (глава — митрополит Амвросий (Зографос)).
Прихожане — в основном православные люди, приехавшие в Корею на временную работу, а также женщины из России, вышедшие замуж за корейцев. Также корейцы, переехавшие из постсоветских стран на историческую родину и некоторое количество коренных корейцев.

## Шаманизм
В отличие от других религий Южной Кореи, шаманизм не имеет чётко определённого по времени начала. Со временем он стал тесно связан с корейским буддизмом. Большинство тех, кто исповедует шаманизм, также считают себя буддистами, однако не все буддисты являются последователями шаманизма.
Хотя шаманизм теряет популярность в Корее, многие из шаманских обрядов проводятся до сих пор. Крупнейшая ассоциация шаманов в Южной Корее насчитывает более 100 тысяч членов. Кроме Чеджудо практически все, кто исполняет шаманские обряды, являются женщинами. Шаманские ритуалы (кор. куты) отличаются от региона к региону.

## Конфуцианство
Только 0,7 % жителей Южной Кореи считает себя «конфуцианцами». Однако влияние конфуцианства на другие религии в стране, а также на культуру Кореи весьма велико.
Конфуцианские ритуалы справляются корейцами до сих пор. Наиболее известные из них — ежегодные обряды, которые совершаются на усыпальнице Конфуция в Сеуле. Другие ритуалы, такие как почитание основателей кланов, проводятся на их усыпальницах, разбросанных по всей стране.

## Новые религии
Падение династии Чосон и последующее вхождение Кореи в состав Японии подтолкнули образование некоторых новых вероисповеданий. Они типично являлись своеобразным сплавом западных, восточных и местных религиозных течений. Наиболее значимыми из них являются Чхондогё и вон-буддизм. Чхондогё насчитывала более миллиона последователей в начале XX века. Сегодня последователи Чхондогё составляют менее 0,1 % населения Южной Кореи. Вон-буддизм, в свою очередь, является на данный момент одной из четырёх официально признанных государственных религий Республики Корея.

## Другие религии

### Ислам
Появление ислама на территории современной Кореи связывают с именами турецких имамов — Абдуррахмана, Абдульгафура Караисмаилоглу и Зубейра Коча, которые участвовали в составе турецкой армии от миссии ООН в Корейской войне 1950-53 годов. Палаточные мечети изначально предназначались для турецких солдат, но стали одновременно и просветительскими религиозными центрами для корейцев.
Благодаря гуманитарной миссии турки оставили очень хорошее впечатление среди местного населения. После окончания войны в Корее сформировалась немногочисленная, но активная умма, и в сентябре 1955 года здесь появилось Корейское исламское общество для дальнейшего обучения и распространения религии. Посещавшие мечети в военных лагерях корейцы принимали ислам большими группами: после впечатляющей лекции имама Караисмаилоглу сразу 57 корейцев засвидетельствовали свою веру, а год спустя, при открытии временной мечети в военном лагере Сеула, 58 человек произнесли шахаду. К середине 1957 года количество мусульман-корейцев возросло уже до 208 человек.
В 1967 г. была официально зарегистрирована Корейская Исламская Организация, которая стала представлять интересы мусульман страны. Она утвердила принципы давата: каждый верующий ежемесячно должен был привести с собой трёх человек на намаз, активно посещать дома друзей-немусульман, заниматься распространением информации об исламе и изучать арабский язык.
Мусульманское сообщество Кореи налаживало контакты с единоверцами в Малайзии и Пакистане; последние старались помогать в образовательном и материальном аспектах. Дальнейшее распространение ислама в стране получило новый толчок в связи с развитием корейско-арабских отношений, когда в 1970-х годах корейские строительные фирмы начали работать на Ближнем Востоке. Более миллиона рабочих уехали на заработки в арабские страны, многие из них приняли ислам и, вернувшись на родину, пополнили ряды коренных мусульман. Венцом сотрудничества стало строительство долгожданной мечети в Сеуле в 1976-м, а два года спустя первая группа корейских мусульман численностью в 132 человека совершила хадж в Мекку.
В Корее проживает около 150 тысяч мусульман, из них около 40 тысяч корейцев. В Корею приезжают учиться студенты из Малайзии, Саудовской Аравии; работают выходцы из Пакистана, Индонезии и Узбекистана. В данный момент мусульман Южной Кореи представляет Федерация мусульман Кореи.

### Индуизм
Ортодоксальный индуизм исповедуется небольшим индийским сообществом. Однако многие индуистские традиции, такие как йога и философия Веданты широко распространены. Также распространён вишнуизм, в частности Сознание Кришны.

### Иудаизм
Еврейское присутствие в Южной Корее усилилось после начала Корейской войны в 1950 году, когда в страну прибыло много солдат-евреев, а также капеллан Хаим Поток. Сегодня еврейское сообщество в Корее весьма невелико и ограничено районом Сеула и пригородов. Корейцев-иудеев также очень мало.